# Sân bay Røros
Sân bay Røros (IATA: RRS, ICAO: Enro; tiếng Na Uy: Røros lufthavn) là một sân bay khu vực nằm 2 km (1,2 mi) từ thị trấn Røros, Na Uy. Đường băng bê tông nhựa có kích thước vật lý 1740 bởi 40 mét (5710 130 ft) với hướng 14/32. Dịch vụ theo bay thường lệ với Oslo cung ứng bởi Widerøe. Đơn vị sử dụng hàng không chính nói chung là Rørosfly, một trường thí điểm, và các câu lạc bộ hàng không Røros Flyklubb.